# Cold as Ice (Foreigner-Lied)

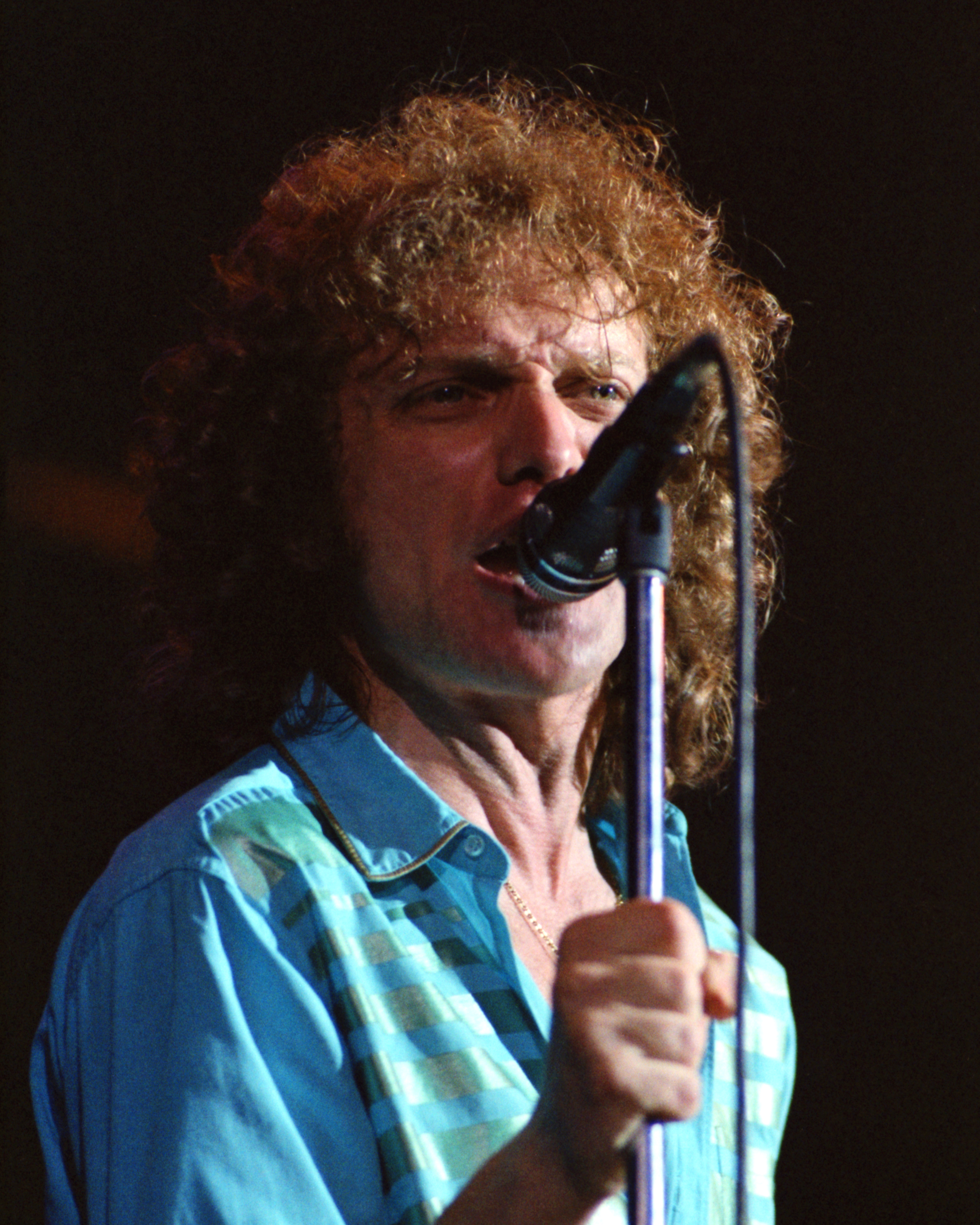
Lou Gramm, langjähriger Sänger der Band (1979)

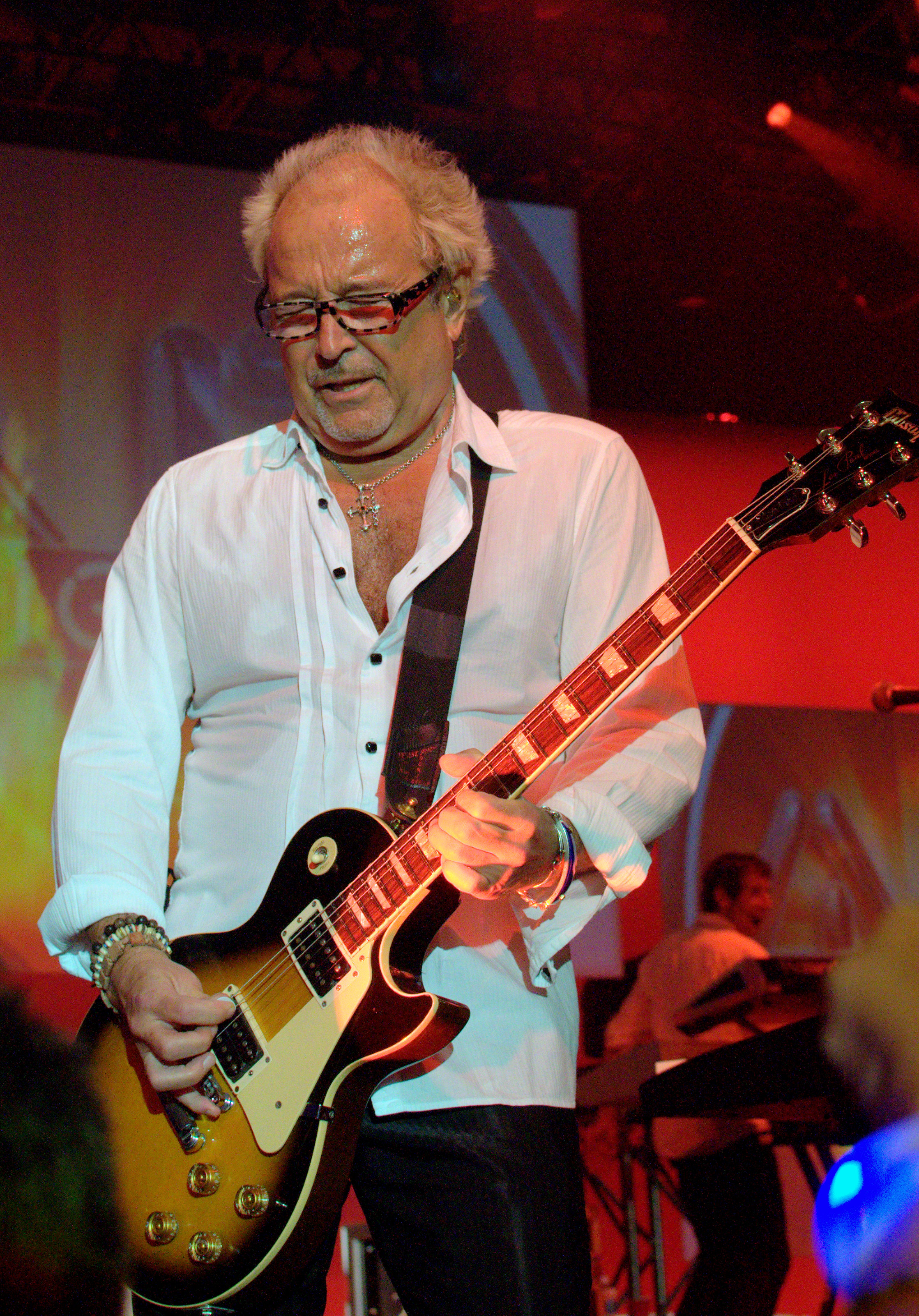
Gitarrist und Bandgründer Mick Jones (2009)

Cold as Ice ist ein Lied der britisch-amerikanischen Rockband Foreigner aus ihrem gleichnamigen Debütalbum von 1977. Er wurde in den USA zu einem der bekanntesten Songs der Band und erreichte Platz sechs der Billboard Hot 100. Zuerst wurde es als B-Seite der Single Feels Like the First Time veröffentlicht.

## Rezeption
Das Billboard Magazine beschrieb Cold as Ice als ein „eindringliches Gefühl“ und einen „surrealistischen Gruseleffekt“, der durch die „reich strukturierte Instrumentierung und den kraftvollen Gesang“ erzeugt wird. Billboard lobte auch, wie der Song seinen Schwung und seine Intensität beibehält.
Die Kritikerin der Classic Rock History, Janey Roberts, stufte Cold as Ice als den viertbesten Song von Foreigner ein und meinte, dass der Piano-Hook, die den Song eröffnet, „immer eines der charakteristischen Riffs in der Geschichte des klassischen Rocks sein wird“. Der Kritiker von Ultimate Classic Rock, Matt Wardlaw, stufte den Song als fünftbesten Song von Foreigner ein und wunderte sich, dass er in einigen Ländern als B-Seite verwendet wurde, da er einen „berühmten Klavieranfang“ hat.

## Besetzung
- Lou Gramm – Leadgesang
- Mick Jones – Leadgitarre, Hintergrundgesang, Klavier
- Ian McDonald – Rhythmusgitarre, Hintergrundgesang, Mellotron
- Al Greenwood – Orgel, Synthesizer
- Ed Gagliardi – Bassgitarre, Hintergrundgesang
- Dennis Elliott – Schlagzeug, Hintergrundgesang

Gastmusiker
- Ian Lloyd – Hintergrundgesang

## Trivia
Cold as Ice wurde für einen Sketch in der Sendung Saturday Night Live am  25. März 1978 verwendet.